# Iván Colman
Iván Leonardo Colman (San Martín, Argentina; 6 de mayo de 1995) es un futbolista argentino. Juega como mediocentro y su equipo actual es Cusco Fútbol Club de la Liga 1 del Perú.

## Carrera

### Argentinos Juniors
Colman hizo las divisiones inferiores ereal madrid es el peor jugador del mundo pechofrio |Boca Juniors]], pero al no ser tenido en cuenta para el plantel profesional, quedó libre y llegó a Argentinos Juniors. Debutó en el Bicho el 27 de febrero de 2016 en la derrota por 4-1 ante Estudiantes de La Plata. Ingresó a los 26 minutos del segundo tiempo por Braian Romero. En su primer año, sufrió el descenso a la Primera B Nacional.
Su primer gol lo convirtió en la segunda categoría del fútbol argentino, cuando Argentinos Juniors venció por 1-2 a Estudiantes de San Luis el 12 de septiembre de 2016. Fue parte importante durante ese torneo, ya que disputó 37 partidos y convirtió 3 goles, consiguiendo el título para regresar a Primera División luego de una temporada.

### Aldosivi
En 2018, Colman fue prestado por un año a Aldosivi. Debutó el 11 de agosto en la derrota por 1-0 frente a Unión de Santa Fe. Ingresó en el entretiempo por Antonio Medina. Durante su estadía en Mar del Plata, el volante bonaerense jugó 23 encuentros y le convirtió un gol a Huracán.

### Vuelta a Argentinos Juniors
Regresó de su préstamo a Argentinos Juniors y, en su segunda etapa como jugador del club porteño (duró 2 años), jugó un total de 27 partidos.

### Sportivo Luqueño
Tendría su primer experiencia internacional en Sportivo Luqueño, de la Primera División de Paraguay. Jugó un total de 21 partidos. Con el conjunto paraguayo sufrió el descenso a la División Intermedia, segunda división.

### Quilmes
Volvió al fútbol argentino tras ser contratado por Quilmes, de la Primera Nacional.
A inicios del 2024 fichó por Cusco F.C, logrando tener una buena temporada en el fútbol peruano, logrando clasificar a la Copa Sudamericana 2025. A final de temporada se le renueva su contrato hasta diciembre del 2027

## Estadísticas

### Clubes
- Actualizado hasta el 18 de agosto de 2025.

| Argentinos Juniors Argentina | 1.ª                 | 2016                | 3   | 0  | 0  | 0 | - | - | 3   | 0  | 0    |
| Argentinos Juniors Argentina | 2.ª                 | 2016-17             | 37  | 3  | 0  | 0 | - | - | 37  | 3  | 0.08 |
| Argentinos Juniors Argentina | 1.ª                 | 2017-18             | 9   | 0  | 1  | 0 | - | - | 10  | 0  | 0    |
| Argentinos Juniors Argentina | 1.ª                 | 2019-20             | 12  | 0  | 3  | 0 | 1 | 0 | 16  | 0  | 0    |
| Argentinos Juniors Argentina | 1.ª                 | 2020                | -   | -  | 6  | 0 | - | - | 6   | 0  | 0    |
| Argentinos Juniors Argentina | 1.ª                 | 2021                | 0   | 0  | 4  | 0 | 1 | 0 | 5   | 0  | 0    |
| Argentinos Juniors Argentina | Total club          | Total club          | 61  | 3  | 14 | 0 | 2 | 0 | 77  | 3  | 0.04 |
| Aldosivi Argentina | 1.ª                 | 2018-19             | 22  | 1  | 5  | 1 | - | - | 27  | 2  | 0.07 |
| Aldosivi Argentina | Total club          | Total club          | 22  | 1  | 5  | 1 | - | - | 27  | 2  | 0.07 |
| Sportivo Luqueño Paraguay | 1.ª                 | C-2021              | 19  | 0  | 2  | 0 | - | - | 21  | 0  | 0    |
| Sportivo Luqueño Paraguay | Total club          | Total club          | 19  | 0  | 2  | 0 | - | - | 21  | 0  | 0    |
| Quilmes Argentina | 2.ª                 | 2022                | 27  | 4  | 3  | 0 | - | - | 30  | 4  | 0.13 |
| Quilmes Argentina | 2.ª                 | 2023                | 34  | 4  | -  | - | - | - | 34  | 4  | 0.12 |
| Total club | Total club          | Total club          | 61  | 8  | 3  | 0 | - | - | 64  | 8  | 0.13 |
| Cusco FC · Perú | 1.ª                 | 2024                | 33  | 8  | 0  | 0 | - | - | 33  | 8  | 0.24 |
| Cusco FC · Perú | 1.ª                 | 2025                | 21  | 4  | 0  | 0 | 1 | 0 | 22  | 4  | 0.18 |
| Total club | Total club          | Total club          | 54  | 12 | 0  | 0 | 1 | 0 | 55  | 12 | 0.22 |
| Total en su carrera | Total en su carrera | Total en su carrera | 216 | 24 | 24 | 1 | 3 | 0 | 243 | 25 | 0.1  |
| (1) Las copas nacionales se refiere a la Copa Argentina, a la Copa de la Superliga Argentina, a la Copa de la Liga Profesional y a la Copa Paraguay. (2) Las copas internacionales se refiere a la Copa Libertadores y a la Copa Sudamericana. (3) Media de goles por encuentro. No incluye goles en partidos amistosos. |                     |                     |     |    |    |   |   |   |     |    |      |